# Cerentino
Cerentino est une commune suisse du canton du Tessin, située dans le district de Vallemaggia.